# Хьюи, Джон
Джон Дэ́видсон Хью́и (англ. John Davison Hewie; 13 декабря 1927, Претория, Южно-Африканский Союз — 11 мая 2015, Киртон, Линкольншир, Англия) — шотландский футболист, тренер. Выступал на позиции левого защитника. Бо́льшую часть карьеры провёл в английском клубе «Чарльтон Атлетик». В период с 1956 по 1960 защищал цвета национальной сборной Шотландии, сыграл в её составе 19 матчей, забил два мяча. Участник чемпионата мира 1958 года.

## Ранние годы
Хьюи родился 13 декабря 1927 года в городе Претория Южно-Африканского союза в семье эмигрантов из шотландского Селкерка и прожил там до 21-летнего возраста. В школе Джон проявлял большое увлечение к спорту, добившись неплохих успехов в теннисе, хоккее на траве и футболе. Тем не менее именно последняя дисциплина стала его основным времяпровождением — Хьюи оттачивал свои навыки заводской команде предприятия, где он работал, затем в местных командах Аркадии и Йоханнесбурга.

## Карьера

### Клубная карьера
В октябре 1949 года на Джона вышли представители английского клуба «Чарльтон Атлетик», предложившие молодому игроку начать профессиональную карьеру в рядах «эддикс». Ранее лондонская команда уже подписала несколько других футболистов из Южной Африки. Хьюи согласился на переезд в Англию. В составе «Чарльтона» Джон провёл 19 лет, сыграв 530 матчей (третий показатель за всю историю клуба). Хьюи славился своей универсальностью — он поиграл во всех линиях лондонцев, четыре раза он даже был вынужден становиться голкипером после травм основного вратаря «эддикс» Майка Роуза.
В 1966 году Джон покинул «Атлетик». До окончания своей карьеры футболиста в 1971 году Хьюи был играющим тренером в таких командах, как английский «Бексли Юнайтед» и южноафриканская «Аркадия Шепердс».

### Сборная Шотландии
В 1953 году Джон провёл один матч за Вторую сборную Шотландии, которая 11 марта на стадионе «Истер Роуд» в Эдинбурге сыграла вничью с аналогичной командой из Англии. Примечательно, что всего за несколько дней до этого Хьюи впервые ступил на шотландскую землю.
14 апреля 1956 года Джон дебютировал в первой национальной команде. В тот день «горцы» в рамках Домашнего чемпионата Великобритании встречались с оппонентами из Англии. 8 мая следующего года Хьюи забил свой первый гол за сборную, поразив ворота Испании. В 1958 году Джон в составе национальной команды отправился на чемпионат мира, проводимый в Швеции. На турнире шотландцы выступили неудачно, заняв в своей группе последнее место и не сумев выйти в плей-офф. Сам Хьюи провёл на «мундиале» две игры — против Югославии и Франции. Всего за четыре года выступлений за сборную Шотландии Джон сыграл 19 матчей, забил два гола.

#### Матчи и голы за сборную Шотландии
| №  | Дата            | Место                                      | Оппонент          | Счёт | Голы Хьюи | Соревнование                                                    |
| 1  | 14 апреля 1956  | «Хэмпден Парк», Глазго, Шотландия          | Англия            | 1:1  | —         | Домашний чемпионат Великобритании                               |
| 2  | 2 мая 1956      | «Хэмпден Парк», Глазго, Шотландия          | Австрия           | 1:1  | —         | Товарищеский матч                                               |
| 3  | 20 октября 1956 | «Ниниан Парк», Кардифф, Уэльс              | Уэльс             | 2:2  | —         | Домашний чемпионат Великобритании                               |
| 4  | 7 ноября 1956   | «Хэмпден Парк», Глазго, Шотландия          | Северная Ирландия | 1:0  | —         | Домашний чемпионат Великобритании                               |
| 5  | 21 ноября 1956  | «Хэмпден Парк», Глазго, Шотландия          | Югославия         | 2:0  | —         | Товарищеский матч                                               |
| 6  | 6 апреля 1957   | «Уэмбли», Лондон, Англия                   | Англия            | 1:2  | —         | Домашний чемпионат Великобритании                               |
| 7  | 8 мая 1957      | «Хэмпден Парк», Глазго, Шотландия          | Испания           | 4:2  | 1         | Отборочный матч чемпионата мира по футболу 1958                 |
| 8  | 19 мая 1957     | «Санкт Якоб», Базель, Швейцария            | Швейцария         | 2:1  | —         | Отборочный матч чемпионата мира по футболу 1958                 |
| 9  | 22 мая 1957     | «Неккарштадион», Штутгарт, ФРГ             | ФРГ               | 3:1  | —         | Товарищеский матч                                               |
| 10 | 26 мая 1957     | «Сантьяго Бернабеу», Мадрид, Испания       | Испания           | 1:4  | —         | Отборочный матч чемпионата мира по футболу 1958                 |
| 11 | 7 мая 1958      | «Хэмпден Парк», Глазго, Шотландия          | Венгрия           | 1:1  | —         | Товарищеский матч                                               |
| 12 | 1 июня 1958     | «Стадион Десятилетия», Варшава, Польша     | Польша            | 2:1  | —         | Товарищеский матч                                               |
| 13 | 8 июня 1958     | «Аросваллен», Вестерос, Швеция             | Югославия         | 1:1  | —         | Чемпионат мира по футболу 1958 (финальные игры, групповой этап) |
| 14 | 15 июня 1958    | «Эйраваллен», Эребру, Швеция               | Франция           | 1:2  | —         | Чемпионат мира по футболу 1958 (финальные игры, групповой этап) |
| 15 | 27 мая 1959     | Олимпийский стадион, Амстердам, Нидерланды | Нидерланды        | 2:1  | —         | Товарищеский матч                                               |
| 16 | 3 июня 1959     | «Эштадиу да Луш», Лиссабон, Португалия     | Португалия        | 0:1  | —         | Товарищеский матч                                               |
| 17 | 3 октября 1959  | «Уиндзор Парк», Белфаст, Северная Ирландия | Северная Ирландия | 4:0  | 1         | Домашний чемпионат Великобритании                               |
| 18 | 4 ноября 1959   | «Хэмпден Парк», Глазго, Шотландия          | Уэльс             | 1:1  | —         | Домашний чемпионат Великобритании                               |
| 19 | 4 мая 1960      | «Хэмпден Парк», Глазго, Шотландия          | Польша            | 2:3  | —         | Товарищеский матч                                               |

Итого: 19 матчей / 2 гола; 8 побед, 6 ничьих, 5 поражений.

#### Сводная статистика игр/голов за сборную
| Сборная          | Год              | Отборочные матчи ЧМ | Отборочные матчи ЧМ | Финальные матчи ЧМ | Финальные матчи ЧМ | Отборочные матчи ЧЕ | Отборочные матчи ЧЕ | Финальные матчи ЧЕ | Финальные матчи ЧЕ | Товарищеские матчи | Товарищеские матчи | Домашний чемпионат Великобритании | Домашний чемпионат Великобритании | Итого | Итого |
| Сборная          | Год              | Игры                | Голы                | Игры               | Голы               | Игры                | Голы                | Игры               | Голы               | Игры               | Голы               | Игры                              | Голы                              | Игры  | Голы  |
| ---------------- | ---------------- | ------------------- | ------------------- | ------------------ | ------------------ | ------------------- | ------------------- | ------------------ | ------------------ | ------------------ | ------------------ | --------------------------------- | --------------------------------- | ----- | ----- |
| Шотландия        | 1956             | —                   | —                   | —                  | —                  | —                   | —                   | —                  | —                  | 2                  | 0                  | 3                                 | 0                                 | 5     | 0     |
| Шотландия        | 1957             | 3                   | 1                   | —                  | —                  | —                   | —                   | —                  | —                  | 1                  | 0                  | 1                                 | 0                                 | 5     | 1     |
| Шотландия        | 1958             | —                   | —                   | 2                  | 0                  | —                   | —                   | —                  | —                  | 2                  | 0                  | —                                 | —                                 | 4     | 0     |
| Шотландия        | 1959             | —                   | —                   | —                  | —                  | —                   | —                   | —                  | —                  | 2                  | 0                  | 2                                 | 1                                 | 4     | 1     |
| Шотландия        | 1960             | —                   | —                   | —                  | —                  | —                   | —                   | —                  | —                  | 1                  | 0                  | —                                 | —                                 | 1     | 0     |
| Всего за карьеру | Всего за карьеру | 3                   | 1                   | 2                  | 0                  | 0                   | 0                   | 0                  | 0                  | 8                  | 0                  | 6                                 | 1                                 | 19    | 2     |

## После окончания карьеры
После окончания своей футбольной карьеры Джон остался в Южной Африке. Здесь он проживал до 90-х годов, после чего перебрался в Англию, где обосновался в городе Сполдинг графства Линкольншир. 11 мая 2015 года Хьюи скончался в городе Киртон того же графства.